# Oecothea
Oecothea is een geslacht van insecten uit de familie van de afvalvliegen (Heleomyzidae), die tot de orde tweevleugeligen (Diptera) behoort.

## Soorten
- O. dubia Gorodkov, 1959
- O. dubinini Gorodkov, 1959
- O. fenestralis (Fallen, 1820)
- O. praecox Loew, 1862
- O. ushinskii Gorodkov, 1959